# Toarps landskommun
Toarps landskommun var en tidigare kommun i dåvarande Älvsborgs län.

## Administrativ historik
I samband med att 1862 års kommunalförordningar trädde i kraft inrättades denna landskommun i Toarps socken i Ås härad i Västergötland.
När 1952 års kommunreform genomfördes bildade den storkommun genom sammanläggning med de tidigare kommunerna Rångedala och Äspered.
1967 överfördes kommunen till Dalsjöfors landskommun som sedan 1974 uppgick i Borås kommun.
Kommunkoden 1952-1966 var 1531.

### Kyrklig tillhörighet
I kyrkligt hänseende tillhörde kommunen Toarps församling. Den 1 januari 1952 tillkom Rångedala församling och Äspereds församling. Sedan 2014 omfattar Toarps församling samma område som Toarps landskommun efter 1952.

## Kommunvapen
Blasonering: I blått fält en ginstam av guld, belagd med en blå skyttel, och förenad med en stolpe av guld, åtföljd till höger av en skräddarsax och till vänster av en kärve, allt av guld.

## Geografi
Toarps landskommun omfattade den 1 januari 1952 en areal av 158,44 km², varav 152,52 km² land.

### Tätorter i kommunen 1960
| Tätort              | Folkmängd |
| ------------------- | --------- |
| Dalsjöfors          | 1 796     |
| Gånghester, del ava | 863       |
| Målsryd             | 630       |
| Rångedala station   | 253       |

Tätortsgraden i kommunen var den 1 november 1960 57,9 procent.

## Politik

### Mandatfördelning i valen 1938-1962
| 13 | 3 | 2 | 7 |

| 23 |

| 14 | 4 | 2 | 5 |

| 22 |

| 15 | 3 | 2 | 5 |

| 22 |

| 19 | 7 | 6 | 8 |

| 35 |

| 19 | 6 | 6 | 9 |

| 34 | 6 |

| 18 | 7 | 5 | 10 |

| 34 | 6 |

| 20 | 7 | 5 | 8 |

| 35 |